# 13320 Jessicamiles
13320 Jessicamiles este un asteroid din centura principală de asteroizi.

## Descriere
13320 Jessicamiles este un asteroid din centura principală de asteroizi. A fost descoperit pe 14 septembrie 1998 la Socorro, New Mexico, în cadrul proiectului LINEAR. Asteroidul prezintă o orbită caracterizată de o semiaxă mare de 2,31 ua, o excentricitate de 0,18 și o înclinație de 3,8° în raport cu ecliptica.